# Wöllnau

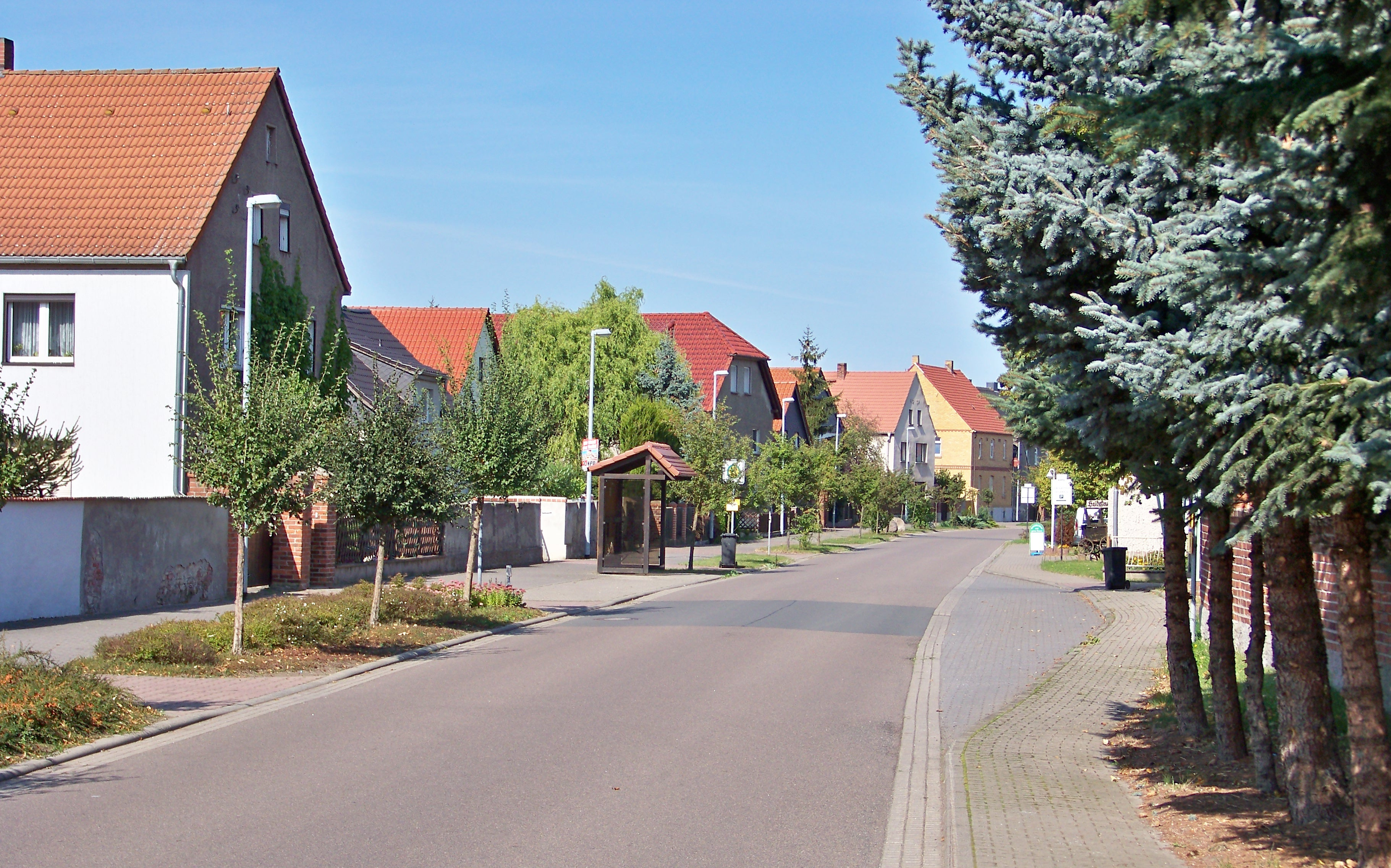
Dorfstraße

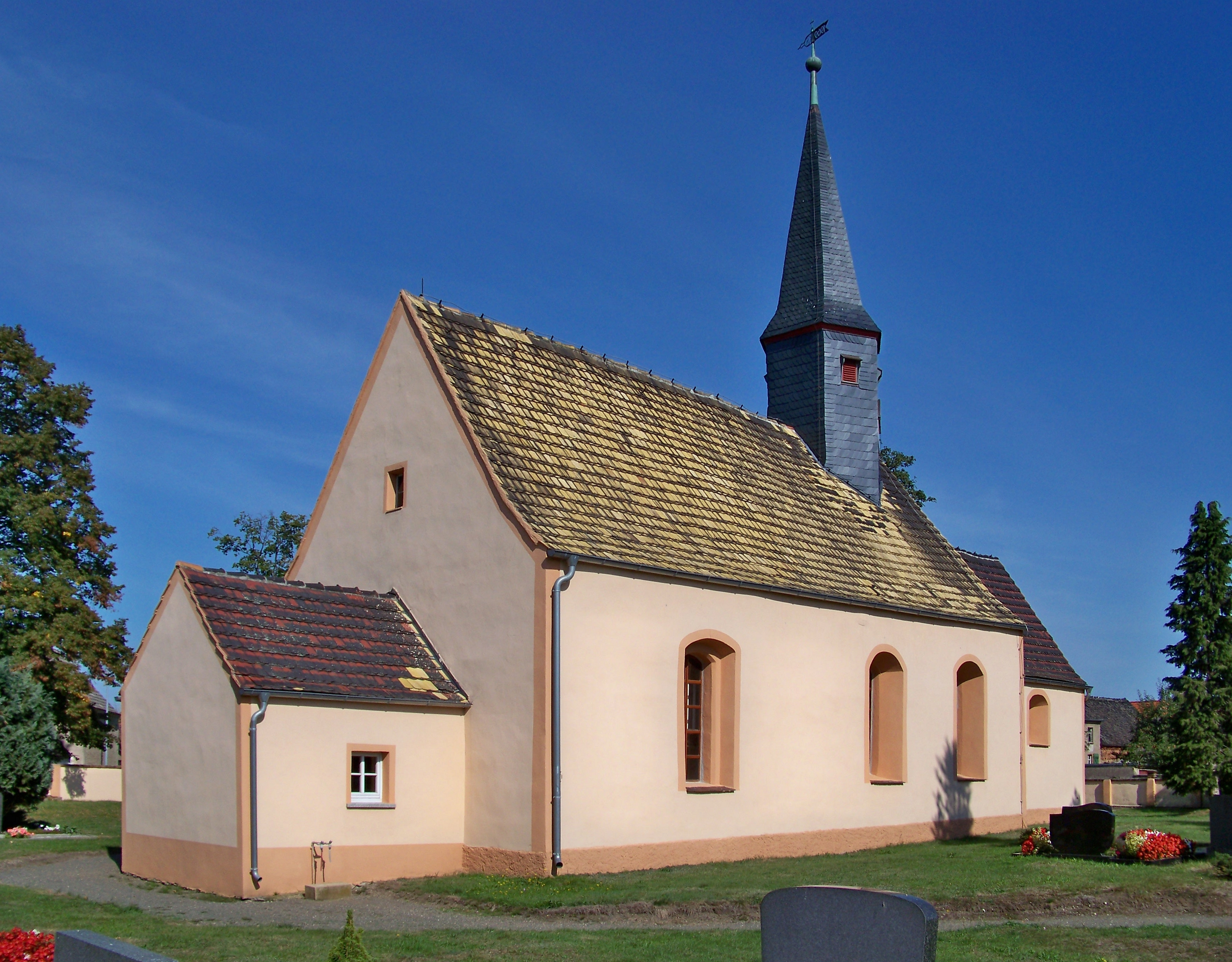
Dorfkirche

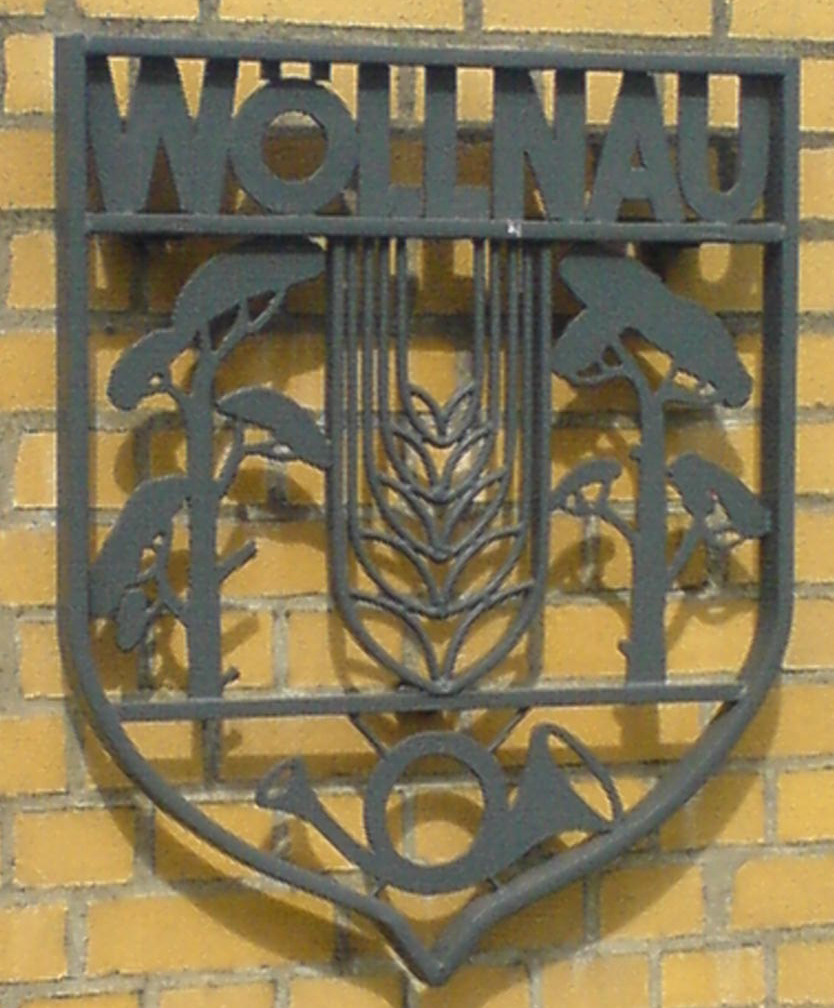
Wöllnauer Gemeindewappen

Wöllnau ist ein Ortsteil der Gemeinde Doberschütz im Landkreis Nordsachsen des Freistaates Sachsen.

## Geographische Lage
Wöllnau liegt im Naturpark Dübener Heide nordöstlich der Stadt Eilenburg und nördlich des Hauptortes Doberschütz im Dreieck der Bundesstraßen 87 und 183 sowie der Staatsstraße 11. Durch den Ort führt die Kreisstraße 7402. Nördlich des Ortes fließt der Schwarzbach.

## Geschichte
Bei Wöllnau handelt es sich um ein Straßenangerdorf. Wöllnau wurde 1314 erstmals urkundlich erwähnt, wobei es sich dabei wohl um eine etwas weiter nordöstlich des heutigen Wöllnau gelegene Siedlung gehandelt hat. Das Dorf gehörte bis 1815 zum kursächsischen bzw. königlich-sächsischen Amt Eilenburg. Durch die Beschlüsse des Wiener Kongresses kam es zu Preußen und wurde 1816 dem Kreis Delitzsch im Regierungsbezirk Merseburg der Provinz Sachsen zugeteilt, zu dem es bis 1952 gehörte.
Die höchste Einwohnerzahl hatte Wöllnau 1950 mit 567. Im Zuge der zweiten Kreisreform in der DDR im Jahr 1952 wurde Wöllnau dem Kreis Eilenburg im Bezirk Leipzig angeschlossen, welcher 1994 im Landkreis Delitzsch aufging. Am 1. Januar 1996 erfolgte die Zusammenlegung mit fünf weiteren Gemeinden zur Gemeinde Doberschütz.

## Sehenswürdigkeiten
Die Dorfkirche in Wöllnau stammt aus dem 13. Jahrhundert. Sie wurde im romanischen Stil aus Raseneisenstein und Backstein erbaut. Auf dem Dach des Kirchensaales befindet sich ein achteckiger Dachreiter mit einem Zeltdach. Im Jahr 1701 wurde die Kirche nach barockem Muster erneuert. 1972 wurde die barocke Ausstattung bis auf den Altaraufsatz von 1701 wieder ausgebaut. Zudem befindet sich in der Kirche ein gotischer Taufstein aus dem 13. Jahrhundert.

## Sport
In Wöllnau fand am 6. Juni 2009 die 1. Deutsche Meisterschaft im Matschfußball statt. 